# دوغلاس بلاكبيرن
دوغلاس بلاكبيرن (بالإنجليزية: Douglas Blackburn)‏ (6 أغسطس 1857، ساوثوورك في المملكة المتحدة - 28 مارس 1929 في المملكة المتحدة)؛ صحفي وروائي بريطاني.